# マック・ザ・ナイフ-エラ・イン・ベルリン
『マック・ザ・ナイフ-エラ・イン・ベルリン』（Mack The Knife - Ella In Berlin）は、ジャズ・シンガー、エラ・フィッツジェラルドが1960年に発表したライブ・アルバム。1960年2月13日の西ベルリン（当時）公演を収録しており、シングル「マック・ザ・ナイフ」、アルバム共にグラミー賞（アルバムと曲のそれぞれ最優秀女性ボーカリスト賞）を受賞したが、さらにほぼ40年後の1999年には、アメリカ合衆国のナショナル・アカデミー・オブ・レコーディング・アーツ・アンド・サイエンス（The National Academy of Recording Arts & Sciences, Inc. : NARAS）への殿堂入りを機に、このアルバムがグラミーの殿堂入りを果たしている。（以下、引用元などの原典は、外部リンクの項を参照されたい）

## 解説
コンサート会場は、西ベルリン（当時）にあったドイッチュラント・ハレ（Deutschlandhalle）と呼ばれる公会堂（2011年～2012年に取り壊し、同所に現在は、コンベンションセンターのCity Cubeが建つ）で、1万2千人（ベルリンの壁が完成した前年で東西ドイツ間の往復が自由にできたため、このうち東ドイツからの聴衆が5千人前後いたとされる）の観客を前にして歌った模様が収録されている。とりわけ、『三文オペラ』（英語版）からの楽曲「マック・ザ・ナイフ」が評判を呼んだ。この曲は、ドイツ語原曲の作曲家のクルト・ヴァイルがドイツ出身ということで、ベルリンのファンに向けてのサービスとして歌われたという俗説があるが、その確証はない。しかしながら、ここで熱烈な拍手を得たため、その後もエラの重要なレパートリーとなった。後半では歌詞が大胆にフェイク（即興）され、原曲を歌ったボビー・ダーリンやルイ・アームストロングの名前も登場する。
他にも、エラが敬愛するジョージ・ガーシュウィンやコール・ポーターの曲などが歌われている。
エラの真骨頂は、ライブ、特にアドリブにおいてジャズの天才肌を発揮する点であるとプロデューサーのグランツは、1950年代初期より見抜き、それを自ら主宰するレーベルのVerveよりレコード化したいと考え、1958年、シカゴのMister Kelly'sでのライブセッションでは、全面的に即興（impromptu）で通すようエラに指示するなどしていたが（このときは、不首尾に終わる。また、このセッションがリリースされたのは2007年）、これが伏線となり、このベルリンでのコンサートでエラの練達ぶりが存分に現れるところを目の当たりにする。エラのライブアルバムが数ある中で一級品の1つとされる所以である。録音を行ったのは、グランツではなく、グランツが収録許可を与えた、公共放送局の西ドイツラジオ（Westdeutscher Rundfunk）であるが、モノラル録音である。グランツは、この収録テープを合衆国へ持ち帰り、直ちにアルバム「Mack The Knife: Ella in Berlin」とシングル「Mack The Knife」をVerveよりリリースする。1960年当時のLPレコードでは、収録時間のうえで制約があり、テープリールにあった「That Old Black Magic」と「Our Love Is Here To Stay」の2曲は、このライブアルバムにはない。また、ステレオ録音（Verveカタログ番号 MGVS 6163）の原盤が存在するとされるが、確認されていない。

## 「マック・ザ・ナイフ」の曲について
このコンサートでの「Mack The Knife」は、エラにとって初演の曲であるが、ブレヒト原作のドイツ語三文オペラ（Die Dreigroschenoper；舞台は1920年代のロンドン）ではなく、アメリカ合衆国で英語に翻案された三文オペラ（The Threepenny Opera；舞台は1890年代のニューヨーク）の歌曲であり、米国人のマーク・ブリッツスタインが作詞作曲したものである。エラは、ベルリンへの機中でマック・ザ・ナイフをやろうと決めたとされるが確証はない。しかし、マック・ザ・ナイフは、Louis Armstrong & The All-Starsが1955年にColumbiaよりリリースし、前年の1959年にボビー・ダーリンも発売し、1960年にグラミー賞の年間レコード大賞を受賞しており、これに刺激を受けたものと考えられる（2人は、それぞれ1997年と1999年に、この曲でグラミーの殿堂入りをしている）。
ともかくエラは、冒頭の前置きで「歌詞を全部、覚えていたらいいけれど」（We hope we remember all the words）と言い、4コーラス目では、「ああ、次のコーラスは何だったけ、この歌のことだけれど、もうわかんなくなっちゃった」（Oh what's the next chorus, to this song, now this is the one, now I don't know）と歌詞を忘れたことを素直に認めている。すなわち、うろ覚えを承知のうえで歌ったことは間違いなく、それを補強する証言もある（コントラバス奏者のウィルフレード・ミドルブルックス。以下の引用で「私」はミドルブルックス）。
エラを含めたバンド一行は、ベルギー（ブリュッセル）での演奏を終え、22時間、不眠のまま空路、ベルリンに入り、そのまま、この深夜のコンサートに臨む。そして、これからマック・ザ・ナイフというときの状況は、同じくミドルブルックスの証言によれば、以下のとおりである。
記憶が怪しくなり始めるのは、4コーラス目の冒頭、ボビー・ダーリンの歌詞では「ある日曜の朝、歩道の上に人の体が横たわり･･･」（On the sidewalk, one Sunday mornin' lies a body･･･）とあるところを「ある日曜、日曜の朝、人の体が横たわり･･･」（On a Sunday, Sunday morning lies a body･･･）と歌っている。このとき、聴衆の一部にざわめきが起こり、続いてエラ自身も忘却による、しくじりに気づかれたことに苦笑しながら歌う様子が録音から聞き取れる（当時のベルリンは、第二次世界大戦連合国4ヶ国軍（米英仏ソ）の共同管理下にあり、観客に米軍関係者がいて、英語の母語話者が多数いたこと、前年にボビー・ダーリンの同曲が米国で大ヒットして、歌詞が広く知られていたことにより、英語の歌詞の誤りに気づいた聴衆が多くいたものと推測される）。それ以降は、記憶にわずかに残っていたとみられる、オペラの登場人物を随所にちりばめるのみで、歌詞を忘れたときの常套手段、ルイ・アームストロング流のスキャット（Oh Snooky Taudry da bah da bah da nop do bo de do, swinging bah bah da bah da bah da nop do bo de do）を途中に挟んで、すべて即興のコーラスに終始し、ようやく掉尾に至ってボビー・ダーリンの「マッキー（マック・ザ・ナイフ）が町に戻ってるぜ、用心しろよ･･･」（Macky's back in town. Look out･･･）を踏襲するコーラス（「あんたたちに言っといたけど、ご用心、ご用心、ご用心、マックヒース（マック・ザ・ナイフ）が町に戻ってるのよ」（We told you look out look out look out old Macheath's back in town.）で締めくくっている。
コード進行は、ポール・スミス（ピアノ）が主導して「Here Comes Charlie」のヴァンプ、Gで始まるが、数コーラス後にエラが手で合図しAフラットに移行してからは、1コーラスごとに転調してDフラットで終わる。老練なポール・スミス（ピアノ）とは違い、リハーサルなしのぶっつけ本番の歌唱に、若く経験の浅いミドルブルックス（ベース）は、ついて行くのに大いに苦労したという。
このコンサート以降、「マック・ザ・ナイフ」は、エラのライブ（翌年の西ベルリン（当時）、東ベルリンを含む東ドイツ（いずれも当時）の各地、アムステルダム、パリ、ブダペスト、ハリウッド、コートダジュール等）において、ほぼ定番の歌となり、曲中にコンサート会場現地の都市名を織り込む点（このアルバムでは、「これでベルリンの町の皆さんとは、お別れよ」（And so we leave you, in Berlin town）とベルリンを挙げている）は共通であるが、いずれを取っても同じものはない。
このライブでのマック・ザ・ナイフは、ブレンダ・ウィルソン（Brenda Wilson；この歌手については、詳細不明）がカバーしている。（サビのスキャットなどは除く）

## 収録曲
1. 風と共に去りぬ - "Gone With The Wind"（Madison, Wrubel）
2. ミスティ - "Misty"（Garner, Burke）
3. ザ・レディ・イズ・ア・トランプ - "The Lady Is A Tramp"（Rodgers, Hart）
4. 私の彼氏 - "The Man I Love"（G. Gershwin, I. Gershwin）
5. サマータイム - "Summertime"（G. Gershwin, D. Heyward）
6. トゥー・ダーン・ホット - "Too Darn Hot"（C. Porter）
7. ローレライ - "Lorelei"（G. Gershwin, I. Gershwin）
8. マック・ザ・ナイフ - "Mack The Knife"（Weill, Brecht）
9. ハウ・ハイ・ザ・ムーン -" How High The Moon"（Hamilton, Lewis）

ポール・スミス（ピアノ）は、こう述べている。

## 演奏メンバー
- エラ・フィッツジェラルド - ボーカル
- ポール・スミス - ピアノ
- ジム・ホール - ギター
- ウィルフレッド・ミドルブルックス - ベース
- ガス・ジョンソン - ドラム